# Kleinjapanismus
Der „Kleinjapanismus“ (jap. 小日本主義, shō-Nihon-shugi) war eine liberale außenpolitische Denkrichtung im Kaiserreich Japan der 1910er und 1920er Jahre.
Im Gegensatz zum „Großjapanismus“ (dai-Nihon-shugi) lehnte sie die gesamte koloniale Expansion Japans ab, um sich stattdessen ganz der wirtschaftlichen Entwicklung und dem Freihandel zu widmen. Hauptplattform ihrer Ansichten war die Tōyō Keizai Shimpō („Fernöstliche Wirtschaftszeitung“) von Miura Tetsutarō und Ishibashi Tanzan, einer Zeitschrift, die zunächst vor allem für wirtschaftlichen Liberalismus und Parteienherrschaft eintrat, besonders nach dem siegreichen Russisch-Japanischen Krieg dann gegen die steigenden Militärausgaben, die den Staatshaushalt belasteten, opponierte und sich für den Ausbau des Konstitutionalismus, demokratischere Institutionen und das allgemeine Wahlrecht einsetzte. Die Territorialforderungen Japans im Ersten Weltkrieg lehnte der „Kleinjapanismus“ ab und stellte sich danach gegen militaristische Forderungen nach weiterer Expansion. Kleinjapanisten blieben die Minderheit, auch unter den bürgerlichen Parteien der Zwischenkriegszeit; diese wurden von „großjapanischen“ Liberalen wie Shidehara Kijūrō dominiert, die die bestehenden Kolonien in Korea und Taiwan zu erhalten suchten, eine Vormachtstellung Japans in Asien beanspruchten, diese aber im Gegensatz zu Militaristen und Asianisten im verhandelten Ausgleich mit den westlichen Großmächten erreichen wollten, und wirtschaftspolitisch staatlichem Interventionismus weniger abgeneigt waren als die „Kleinjapanisten“.
Den Begriff „Kleinjapanismus“ prägte Miura Tetsutarō 1913 in Anlehnung an den „Little Englandism“ John Stuart Mills – in seiner ursprünglichen antikolonialistischen Bedeutung –, in dem er die Idee des Commonwealth of Nations, in dem sich die übrigen Nationen des damaligen Empires freiwillig mit England (bzw. dem Vereinigten Königreich) zusammenschlossen, vorweggenommen hatte.